# 陶托那金矿
陶托那金矿（英語：TauTona）是世界上最深的金矿，矿工们在地底3.6公里的工作面上作业。陶托那金矿于1962年开始作业，至今已挖掘了超过800公里的巷道。
它位于非洲最大的商业中心南非约翰内斯堡西方70公里。